# Miacis
Miacis – rodzaj ssaków z rzędu drapieżnych (Carnivora) i rodziny Miacidae. Żył od wczesnego do późnego eocenu (iprez – lutet) na terenie Ameryki Północnej i Europy. Według Gingericha (1983) z Miacis zsynonimizowany powinien zostać Xinuictis tenius Zheng et al., 1975 – co wpłynęłoby na zwiększenie zasięgu występowania rodzaju o Chiny – jednak Heinrich, Strait i Houde (2008) uznają Xinuictis za odrębny rodzaj. Według Heinricha i współpracowników, a także Gingericha, Miacis jest bazalnym przedstawicielem Miacidae, niemającym cech charakterystycznych dla bardziej zaawansowanych ewolucyjnie członków tej rodziny. Stwierdzają także, podobnie jak Gingerich, iż Miacis jest prawdopodobnie rodzajem parafiletycznym.
Najstarszy znany gatunek rodzaju, Miacis petilus, ważył około 1,3 kg i był dobrze przystosowany do prowadzenia nadrzewnego trybu życia. Odkrycie dwóch osobników Miacis parvivorus, gatunku typowego, znacząco różniących się masą ciała dowodzi, że gatunek ten cechował się dymorfizmem płciowym przejawiającym się różnicami w rozmiarach.
Według badań filogenetycznych ssaki takie jak Miacis, Uintacyon, Vassacyon, Vulpavus i Oodectes są przodkami psokształtnych, a prawdopodobnie w ogóle wszystkich żyjących obecnie przedstawicieli Carnivora.

## Gatunki
Za: Heinrich, Strait & Houde, 2008 oraz The Paleobiology Database
| - Miacis parvivorus (typowy) Cope, 1872 - Miacis deutschi (Gingerich, 1983) - Miacis exiguus Matthew, 1915 - Miacis gracilis Clark, 1939 - Miacis hargeri Wortman, 1901 - Miacis hookwayi Stock, 1934 | - Miacis latidens Matthew, 1915 - Miacis latouri Quinet, 1966 - Miacis medius Matthew, 1909b - Miacis petilus Gingerich, 1983 - Miacis sylvestris Marsh, 1872 - Miacis washakius Wortman, 1901 |